# Didier Petit de Meurville
Pour les articles homonymes, voir Petit et Didier Petit (homonymie).
Didier Petit, né François-Didier Petit de Meurville le 6 décembre 1793 à Saint-Domingue, et décédé le 27 avril 1873 à Biarritz (France), est un diplomate et peintre français.
Il est un des fondateurs de l'Œuvre catholique pour la propagation de la foi. Il fut vice-consul à Alicante dès 1848 puis consul de France à San Sebastián de 1857 à 1872 et un légitimiste français. Il est aussi une personnalité en Espagne pour avoir aidé le prétendant au trône Charles de Bourbon et d'autres grands carlistes lors de leur exil en France et pour avoir été leur ami fidèle.

## Biographie

### Sa jeunesse

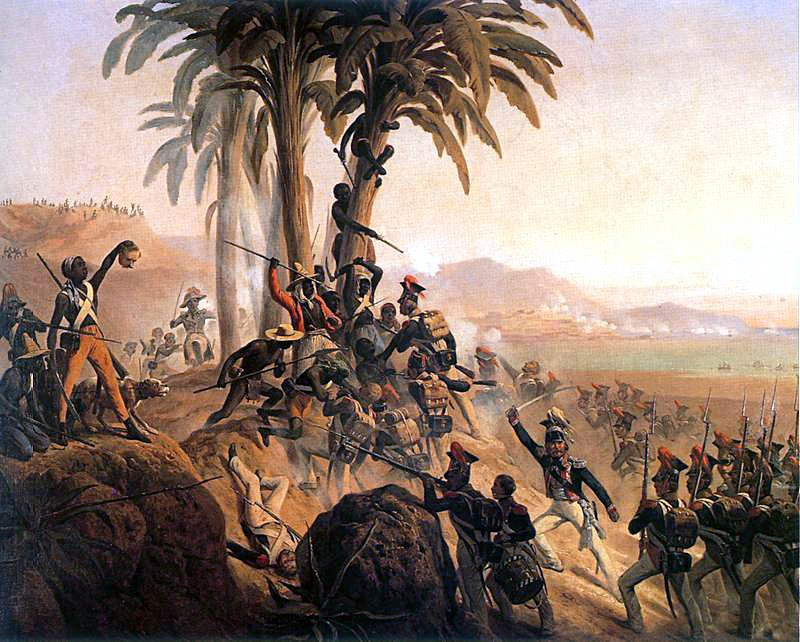
Le père et l'oncle maternel de Didier Petit furent assassinés lors de la Révolution Haïtienne en 1794.

François Didier Petit de Meurville naît à Fonds-des-Nègres à Saint-Domingue le 6 décembre 1793. La famille Petit était originaire de la Lorraine. Son père, François Ignace Nicolas Petit se plaisait à ajouter la particule "de Meurville", se justifiant par l'ancienneté de sa famille qui avait de lointaines origines aristocratiques. Mais ce n'est que le 12 février 1870 que son fils et ses petits-fils firent reconnaître officiellement ce titre de noblesse. Ignace Nicolas Petit fut envoyé à Saint-Domingue et obtient la charge d'arpenteur général de la partie Ouest de l'île et celui d'ingénieur hydraulicien (de manière ponctuelle). 
Il meurt pendant la révolte des esclaves d'Haïti en 1794, tué par les esclaves révoltés. Le jeune frère de la veuve Petit fut lui aussi assassiné lors de cette Révolution. Sa mère, Benoîte Victoire Marine Lemau de la Barre (1766-1839) étant ruinée, elle se retira avec ses deux fils en bas âge et fut rejointe plus tard par sa sœur dame Charlotte Françoise Lemau de la Barre veuve Hue Duquesnay (1772-1828) , à Baltimore en 1797 avec 1 500 réfugiés français fuyant la révolution haïtienne. Très pieuse, elle éduqua elle-même quelques jeunes personnes et pour l'éducation chrétienne de ses fils, elle entra dans une relation amicale avec les Sulpiciens du Collège universitaire de Baltimore où elle rencontra Guillaume-Valentin Dubourg, personnage clé pour la suite des événements. Didier Petit fut envoyé plus tard au collège de Roanne dirigé par les Jésuites.
Il tardait à la petite famille de s'expatrier en France, poussée par la famille de la veuve Petit qui était originaire de la région lyonnaise, elle-même née à Villefranche-sur-Saône. Le Consulat calmait les esprits anticléricaux en France et les Sulpiciens tissaient à nouveau des liens avec le pays, ce qui doit aussi expliquer la décision de Mme Lemau de la Barre de revenir auprès des siens. Didier Petit n'avait que dix ans lorsqu'ils se fixèrent à Lyon où la veuve Petit continuait d'être en rapport avec les missionnaires des États-Unis, surtout lorsque ses deux amis, messieurs Guillaume-Valentin Dubourg et Benoît-Joseph Flaget, furent nommés évêques en 1815. Ils étaient tous deux à la charge des missions de St Louis et du Kentucky, très précaires à cette époque et la veuve Petit essaya depuis la France de leur fournir des objets de culte et des soutiens du diocèse de Lyon. Les deux évêques avaient choisi non seulement une personne qui leur était connue mais surtout une femme d'influence car la famille Lemau de la Barre était la plus distinguée de la région lyonnaise. Cette relation annonçait déjà la création de l'Œuvre pour la propagation de la foi qui décidera, pour les siècles à venir, de l'histoire des missions catholiques.

### La propriété de la Sablière

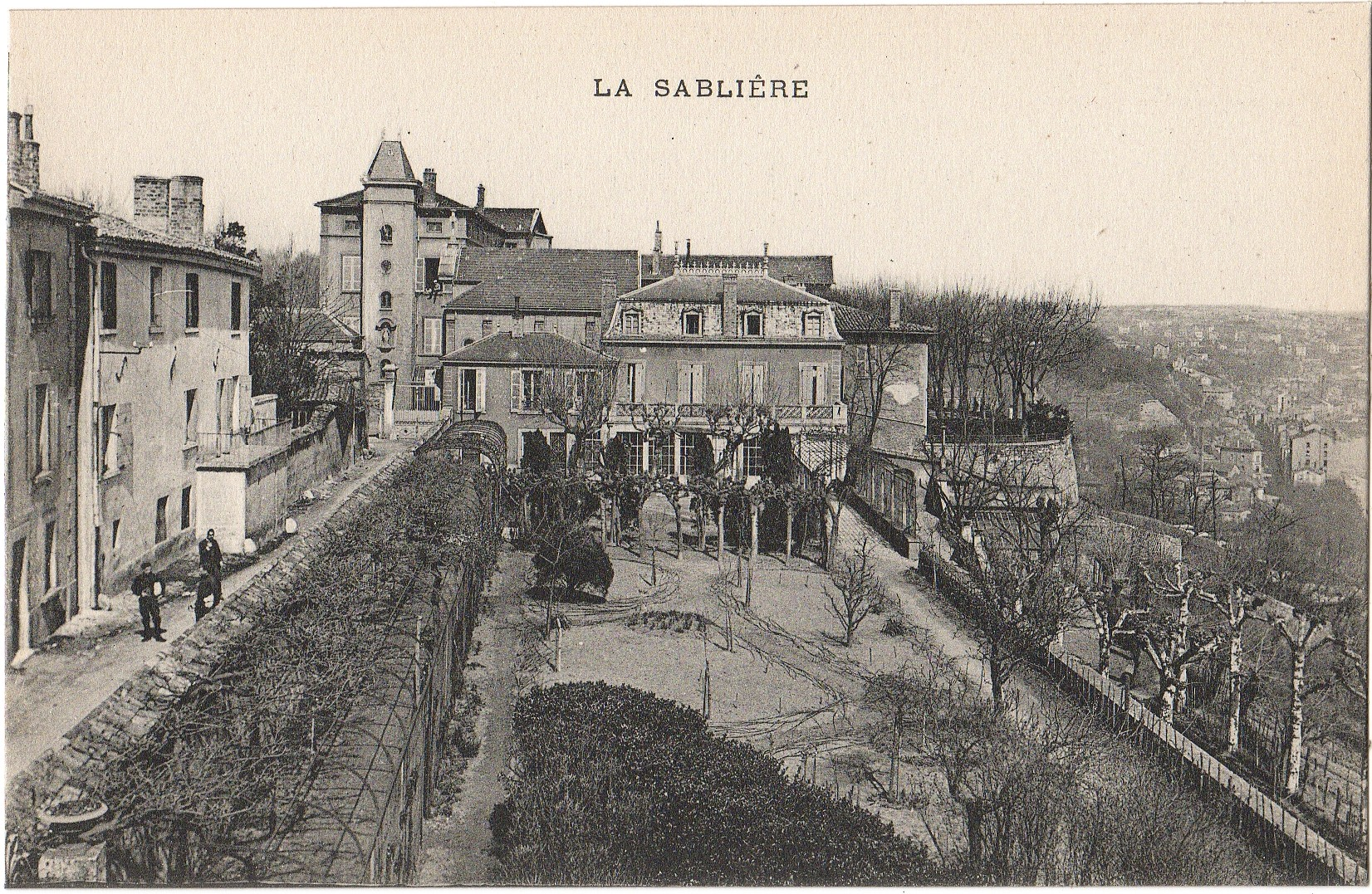
La Sablière vers 1910, sise à Caluire-et-Cuire dans le clos Bissardon. Didier Petit de Meurville y demeura de 1808 à 1847.

Ils s'installèrent d'abord à leur arrivée à Lyon, dans un immeuble de la rue des Marronniers qu'ils gardèrent jusqu'à la vente de tout leur patrimoine, dans les années 1840. Les veuves et sœurs Petit et Duquesnay achetèrent en 1808 à une veuve Bataille de Mandelot, comtesse de Hautepierre et de Neuville en Bresse, la propriété de la Sablière à Caluire-et-Cuire que Didier Petit agrémenta d'une seconde maison bourgeoise sous Louis-Philippe, dans les années 1830 (voir la carte postale) ; il y demeura jusqu'en 1847 avec sa grande descendance et ses cinq domestiques, sans oublier sa mère. Cette propriété du XVIIe siècle était divisée en deux par la rue de l'Orangerie et une partie appartenait à la veuve Petit, sa mère, tandis que l'autre partie appartenait à sa tante maternelle veuve Hue Duquesnay. À la mort de cette dernière en 1828, il hérita de la première sur laquelle il fera construire la maison bourgeoise actuelle puis en 1837 sa mère, âgée, lui donna la seconde ; il devint, en à peine dix ans, le grand propriétaire par ces héritages successifs. Cette gentilhommière, bien que remaniée sous le Second Empire, a conservé en son rez-de-chaussée un hall d'entrée d'époque qui servait de salle à manger et le grand salon a toujours été, malgré son architecture d'époque Napoléon III style Louis XVI (architecte Farfouillon dans les années 1850-1860 puis architecte Girard en 1892). Il n'est pas étonnant pour un artiste comme lui d'avoir fait construire une maison orientée sur les ponts de Lyon avec une terrasse au-devant de celle-ci, car il cherchait à obtenir une vue artistique sur la ville et la vallée du Rhône. La nature sableuse de la terre qui donna son nom à la propriété obligeait les propriétaires des balmes à des travaux de fortification des pentes. M. Pierre Gayet, qui construisit l'Orangerie qui portera son nom, fut contraint de racheter en 1818, une partie des fonds de la Sablière aux veuves Petit et Duquesnay afin d'assurer ces travaux et d'éviter tout procès de voisinage. C'est alors qu'on décida des limites définitives de la clôture entre les deux propriétés et qu'on dressa cette clôture par une haie vive qui dura jusqu'en 1836. Il fit creuser le long des allées sinueuses du jardin qui descendaient sur l'ancien cours d'Herbouville, des caniveaux vers 1837, lesquels sont toujours bien visibles. Il acheta également une partie de la fameuse orangerie Gayet au bas de celle-ci et il possédait aussi en ville, un immeuble sis au no 34 du quai de Retz, actuellement quai Jean Moulin. Enfin, il y tenait salon comme en témoignent les nombreux portraits de quelques-uns de ses hôtes. La propriété de la Sablière appartient aujourd'hui aux descendants d'un riche industriel de velours uni qui l'acheta en 1849, soit deux ans après le départ de son fameux occupant. Elle est aujourd'hui, en France, le seul patrimoine matériel existant de Didier Petit de Meurville.

### La création de l'Œuvre catholique pour la propagation de la foi
En 1815, sous l'impulsion de sa mère qui manquait de moyens pour aider les missions de messieurs Dubourg et Flaget, il avait formé une association pour récolter des aumônes, et pour laquelle on créa une souscription annuelle comme Monseigneur Dubourg l'avait demandé cette année-là, lors d'une visite qu'il rendit à la veuve Petit et avec laquelle, il partageait les mêmes idées. Cette cotisation d'un franc, dite collecte des charbonniers, était trop minime pour que l’œuvre prospère et plusieurs personnalités lyonnaises s'occupaient sans se connaître les uns les autres d’œuvres analogues. Un missionnaire américain l'abbé Inglesi, vicaire général de Monseigneur Dubourg de La Nouvelle-Orléans passa par Lyon pour rejoindre Leybach en 1821 ; il s'arrêta trois jours chez la veuve Petit pour réfléchir à l'extension des idées de son évêque qui concerneraient aussi les missions d'Amérique du Nord fort peu nombreuses. Monseigneur Inglesi nourrissait l'espoir de la famille Petit, pensant qu'il influerait sur les autorités catholiques, car il était connu par tous les souverains comme Louis XVIII et les princes d'Europe notamment grâce à son intervention à Leybach ; ce fut chose faite. Il obtint que des conventions fussent adressées aux catholiques lyonnais notoires qui remarquèrent vite cet engouement européen pour ces missions. Profitant de cette période faste pour encourager le développement missionnaire, lui et sa mère décidèrent d'organiser une réunion qui rassemblerait les personnes spirituellement les plus religieuses et les plus concernées. Dès le 2 mai 1822, il se mit donc à chercher ces personnes. Didier Petit voulait que son ami, Benoît Coste, participe à cet élan missionnaire mais il attendait une coopération plus universelle qui concernerait les missions du monde entier. Ils partagèrent les mêmes idées et le vendredi 3 mai 1822, grâce à la proposition de Didier Petit de Meurville, toujours sous l'impulsion de sa mère, douze personnes, laïcs pour la plupart, se trouvaient réunis à sept heures du soir avec un directeur du grand séminaire, Jean Cholleton, dans l'appartement qu'il occupait à l’Hôtellerie de Provence, actuellement no 19 de la place Bellecour. Ce même jour, il devint secrétaire du Conseil central du Midi établi à Lyon, poste qu'il occupera jusqu'au 6 mars 1828, mais il continua d'en être membre jusqu'au 2 juillet 1841, peu après la mort de Victor de Verna. En plus de Didier Petit de Meurville, les assistants étaient donc les suivants :
- Victor de Verna (1775-1841), ancien officier de marine qui devint en 1826, premier adjoint de la ville de Lyon et en 1828, député du Rhône ;
- Benoît Coste (1781-1845), banquier, agent de change ;
- André Terret (1794-1859), fabricant de soieries et troisième président du Conseil de Lyon ;
- le comte Jules d'Herculais (1784-1869) ;
- Louis Francis de Villiers, vice-président du Conseil de Lyon, mort en 1837 ;
- Alexandre Magneunin (mort en 1863), Auguste Bonnet (mort en 1853), François Antoine Perisse (imprimeur, mort en 1860), Victor Girodon (commis chez monsieur Terret, prêtre en 1828, mort en 1880);
- le vicaire général Jean Cholleton (1788-1852) qui entra dans la Société de Marie en 1841[5] ;
- le vicaire général Inglesi qui mourut à Saint-Louis dans le Missouri.

C'est alors qu'autour d'un jeu de cartes, Benoît Coste qui défendait l'idée d'universalité de ces quêtes répartit : « Ni missions d'Amérique ni missions d'Asie. Ce que nous devons soutenir, c'est la totalité des missions du monde entier. Fondons une œuvre universelle ! » Cette motion unanimement approuvée marque la fondation de l'œuvre de la propagation de la foi. Le conseil chargea Didier Petit d'inventer la devise pour l'apposer sur les cachets : il choisit Ubique per orbem. Victor Girodon fit remarquer que les quêtes au profit des missionnaires d'Amérique pourraient porter préjudice à l’œuvre de Pauline-Marie Jaricot fondée en 1819 pour les missions asiatiques du séminaire de la rue du Bac. Avant cela, un bureau fut créé séance tenante avec Victor de Verna, président, et Didier Petit, premier secrétaire, qui releva par écrit les détails donnés par l'abbé Girodon sur le fonctionnement de l’œuvre de Pauline Jaricot. D'après Didier Petit, c'est sur le modèle du carbonarisme dont faisait partie son ami le marquis d'Azeglio que l'on inventa ce système structuré en dizaines mais Pauline Jaricot fut bien la première à l'avoir institué. Ces détails servirent de base au règlement définitif arrêté dans une nouvelle réunion le 25 mai suivant. Pauline Jaricot, sollicitée par Didier Petit de fusionner son œuvre avec l’œuvre nouvelle, hésita d'abord, doutant du succès d'une aussi vaste entreprise. Elle continua donc ses envois de fonds au séminaire de la rue du Bac à Paris. Mais lorsqu'en décembre de cette même année 1822, elle constata que l’œuvre de « ces messieurs » progressait à pas de géant, elle versa désormais à la caisse de leur œuvre le produit de ses collectes. En juin 1822, Didier Petit partit pour Paris afin de former un conseil supérieur de l'œuvre. Il réunit, sur la recommandation des Jésuites, des personnalités parmi lesquelles le cardinal-prince de Croÿ, grand aumônier, l'abbé Pérault, le prince de Polignac, le marquis de Rivière, le comte de Senst-Pilsach, le duc de Rohan-Chabot, M. de Haller et il leur expliqua le but et les moyens d'action de la nouvelle institution. Ils acceptent à l'unanimité, après une petite discussion, d'être dévoués à celle-ci et une autre réunion se tint le 27 juillet suivant, chez le grand aumônier de France, au palais des Tuileries pour créer le Conseil central du Nord avec la présence du Conseil du diocèse de Paris. Ce Conseil supérieur n'allait durer que peu de temps car en 1830, les deux conseils centraux de Lyon et de Paris décidèrent qu'il n'avait plus lieu d'être.
C'est par cette œuvre et grâce aux relations de sa mère, que Didier Petit put être en contact avec la jeunesse catholique de son époque et il rencontra Frédéric Ozanam, Henri Lacordaire, etc ; autant de personnes qu'il invitait à la Sablière. C'est aussi grâce à l'importance qu'il a tenu au sein de l'œuvre qu'il reçut du pape, lors d'une audience, le titre de chevalier de l'ordre de l’Éperon d'or, un ordre donné que de façon rarissime. Il faut retenir également la place prise par Madame veuve Petit pour la fondation de l'œuvre qui eut un impact historique majeur sur les missions catholiques du monde entier. Aussi, pour les vingt ans de l'association en 1842, Ozanam écrivit un petit éloge de la mère de Didier Petit et de Pauline Jaricot qu'il publia dans les annales de l'œuvre.

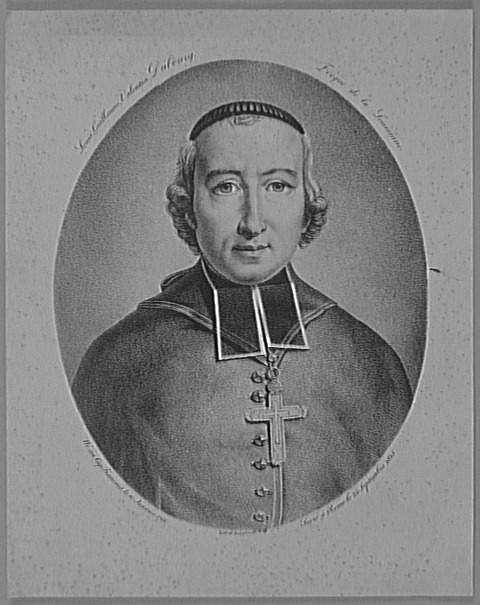
Monseigneur Dubourg, évêque de la Louisiane de 1815 à 1825.
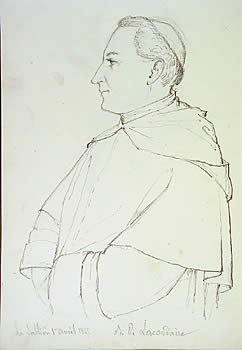
Didier Petit de Meurville, Henri Lacordaire (1845), portraituré à la Sablière.
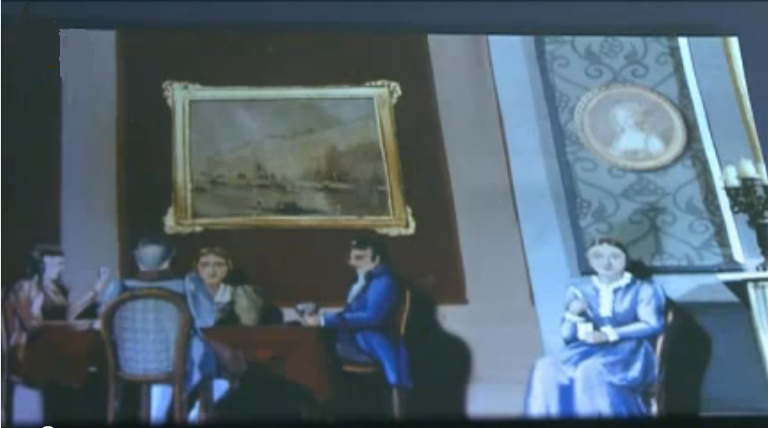
Le soir du 3 mai 1822 à l'Hôtellerie de Provence (no 19 place Bellecour à Lyon).

### Un grand collectionneur d'art français, la vente de son patrimoine

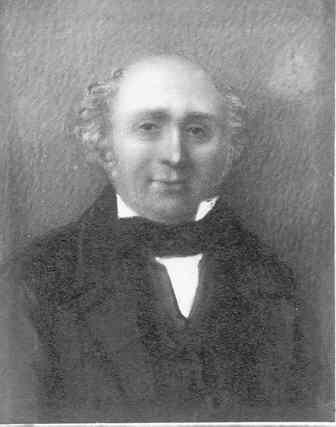
Benoît Coste (1781-1845), agent de change et grand ami de Didier Petit de Meurville.

Cette œuvre ne fut pas le seul fait important qu'on lui attribue car il comptait parmi les collectionneurs d'art religieux les plus importants en France. Il était de plus décorateur d'église d'après les actes notariés conservés à la Sablière et il dirigeait une manufacture d'étoffes pour ameublement établie au no 29 du quai de Retz anciennement. Cette manufacture était réputée en France pour la richesse de ses étoffes et le duc d'Orléans, le futur Louis-Philippe la visita le 16 juillet 1826. On parle souvent dans la presse lyonnaise du XIXe siècle de quelques-uns des ornements que produisait Didier Petit & Compagnie : un portrait tissé de Jacquard d'après Bonnefond qu'il vendit à Charles Babbage en 1840 et qui reçut l'éloge de ses contemporains dont Louis Blanc tout comme un testament de Louis XVI tout en soie, des croix brodées d'or et d'argent pour chasubles, des draps d'or et d'argent pour ornements d'église… Il eut même l'honneur de confectionner des ornements en étoffes brochées en or pour le sacre de Charles X en 1825. Il semble qu'il ne négligea pas non plus la mode féminine car son entreprise fabriquait aussi des rubans de soie riches pour ceintures de femme avec d'autres étoffes pour leurs robes. L'exposition qui se tint à Lyon en 1827 le récompensa d'une médaille d'argent qu'il ne démérita pas en 1834 pour cette deuxième exposition. En passionné d'art, il réussit à faire l'acquisition de 810 pièces anciennes d'une grande variété, en moins de six ans : peintures, ivoires, manuscrits…  Pour comparaison, la collection du duc d'Aumale comporte aujourd'hui 830 peintures. Sa collection étant considérable, il dut publier un inventaire de celle-ci dans un catalogue et on l'estima à 120 000 francs (1 million d'euros) fin 1841. Pour la décoration des étoffes de sa manufacture, il s'en inspira beaucoup. Il connaissait aussi parfaitement l'Histoire et la technique de l'émail et il partagea tous son savoir dans une notice qui devait précéder le catalogue de ses objets d'art. Il est à noter qu'il fut le premier en France à restituer l'art de l'émailleur. Son cabinet était reconnu de toute la haute société française et il existe un grand nombre de descriptions toutes élogieuses. Sa réputation de collectionneur put lui fournir le moyen d'assister à divers salons composés d'intellectuels plus ou moins célèbres et il visitait de grandes expositions en France et en Europe. Il était un connaisseur imbattable de l'art de la Renaissance et il pouvait estimer des cabinets d'antiques comme celui de M. Commarmond, un autre collectionneur lyonnais. Il présida par trois fois l'assemblée générale de la Société des Amis des arts de Lyon en 1837, 1838 et 1839 car il en était le vice-président.
Au début des années 1840, il a des problèmes financiers avec son entreprise et il ne tient pas à ce que sa collection soit éparpillée lors de sa vente. Il est contraint, malgré tout, de vendre en mars 1843 une partie de sa collection à Paris, la ville de Lyon ayant refusé de la sauvegarder, ce dont témoigne une lettre implorante conservée à la bibliothèque municipale de Lyon et datée du 13 décembre 1842. La presse attendait tellement de la mairie de Lyon qu'elle racheta la collection dans sa totalité, qu'elle fut bien déçue à l'annonce de sa dispersion. Didier Petit fut même victime d'une arnaque pour la vente d'un de ses objets car il le vendit moins cher qu'il l'avait acheté (503 francs contre 2 000 francs). Malgré tout, le maire de Lyon, Jean-François Terme, lui acheta trois de ses objets dont le grand triptyque, actuellement exposé au musée des beaux-arts de Lyon. En 1837, il dut consentir une obligation à son ami Benoît Coste, agent de change, de 180 000 francs (1,5 million d'euros) dont il prit l'inscription sur la Sablière. Cette obligation devait arriver à son terme en 1843 mais les affaires de son entreprise lui faisant défaut, il commença par vendre dès cette date son patrimoine dont les terrains du cours d'Herbouville avec l'Orangerie Gayet. Il essaya jusqu'au bout de conserver sa propriété familiale mais il en fut exproprié en 1847. Après la vente de la totalité de son patrimoine, il vint habiter dans l'appartement de sa mère, rue Saint-Joseph no 4, jusqu'à de nouvelles perspectives qui le menèrent en Espagne.

### Un légitimiste important et un artiste
La Première Guerre carliste (1833-1840) faisait rage en Espagne pendant laquelle les partisans de la jeune princesse Isabelle, à peine couronnée reine, étaient en conflit avec ceux de son oncle Charles de Bourbon. Dès 1840, Didier Petit aida ce dernier, le prétendant au trône Charles de Bourbon, à s'exiler à Bourges, en France. Il aida aussi certains carlistes avec lesquels il était entré en contact par le père Cirilo, l’archevêque de Cuba. Il en fit à cette époque une série de portraits dans sa propriété de la Sablière à Caluire et Cuire lorsqu'il les y invitait, à Bourges ou encore à Aix-les-Bains. Ces généraux n'avaient que peu de liberté en France car ils étaient surveillés par les autorités comme en témoigne la presse lyonnaise du XIXe siècle, très sévères sur ces derniers. Seuls les légitimistes français accueillaient ces carlistes et la Sablière faisait partie de ces lieux d'accueil. Sa propriété devenait alors le lieu de passage important des principaux chefs carlistes dont on peut relever plusieurs hôtes prestigieux tels que :

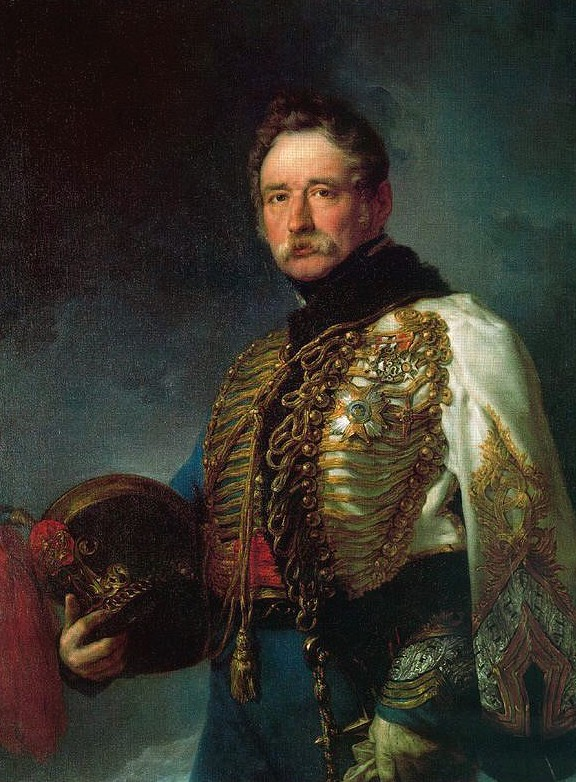
Vicente López y Portaña, Le Général et ministre d'Espagne Juan de Zavala y de la Puente, qui fut invité à la Sablière en 1846.

- le général Cabrera en 1840, peu après sa libération de la forteresse de Ham, dans laquelle il eut pour compagnon de cellule Louis-Napoléon Bonaparte, le futur Napoléon III ;
- Le général Arnaud en 1840. Il est probable que les deux sœurs du général Cabrera aient été conviées, car Didier Petit les a portraitisées à Lyon et elles remontaient jusqu'à Bourg en Bresse, l'une étant l'épouse d'Arnaud et l'autre l'épouse du général Polo ;
- bien que française, la marquise de Digoine du Palais fut invitée en 1840, ayant soutenu les carlistes d'Espagne ;
- le général Vargas en 1842 ;
- le général Irujo en 1844 ;
- le général et ministre d'Espagne Juan de Zavala y de la Puente en 1846.

Il invitait aussi à Lyon plusieurs autres grands carlistes comme le général Alzaa et le général Zariategui en 1840. Il connaissait aussi tous les membres de la famille royale d'Espagne qui obtinrent leur portrait à Bourges en 1840 et à Aix-les-Bains en 1846.
Charles V lui donna en 1845 le titre de vicomte d'Amparo pour le remercier de son soutien fidèle et de son amitié. C'est pourquoi il devint le parrain d'un des enfants de Didier Petit de Meurville. Déjà, bien avant cette époque, il était légitimiste et Henri d'Artois, comte de Chambord devint lui aussi le parrain d'un autre de ses enfants. En 1848, il est nommé vice-consul de France à Alicante par Lamartine qui était ministre des Affaires étrangères, puis à partir du mois de juin 1857, il est consul de France à San Sebastián. Jusqu'à sa retraite en 1872, il continua d'exercer ses fonctions dans la capitale de Guipuscoa et il réalisa des peintures de paysages, de la ville et de ses environs. Il se passionna pour la flore de sa province et il en fit trois albums. Il fut décoré chevalier de l'ordre de Charles III d'Espagne pour avoir servi fidèlement la couronne et il reçut aussi la Légion d'honneur.
Après avoir reçu en pleine conscience les derniers sacrements, Didier Petit de Meurville  meurt d'une apoplexie le dimanche 27 avril 1873 à Biarritz. Il était le dernier survivant de l'Œuvre catholique de la propagation de la foi.

Œuvres de Didier Petit de Meurville
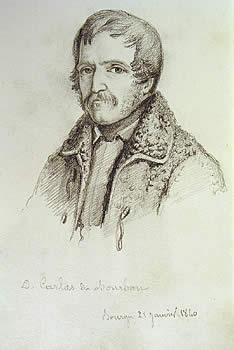
Charles V de Bourbon (1840), prétendant au trône d'Espagne.
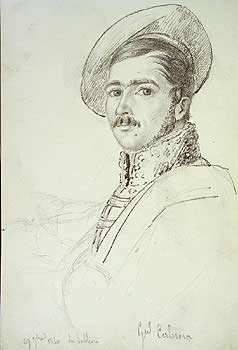
Le Général Cabrera (1840) représenté à la Sablière.
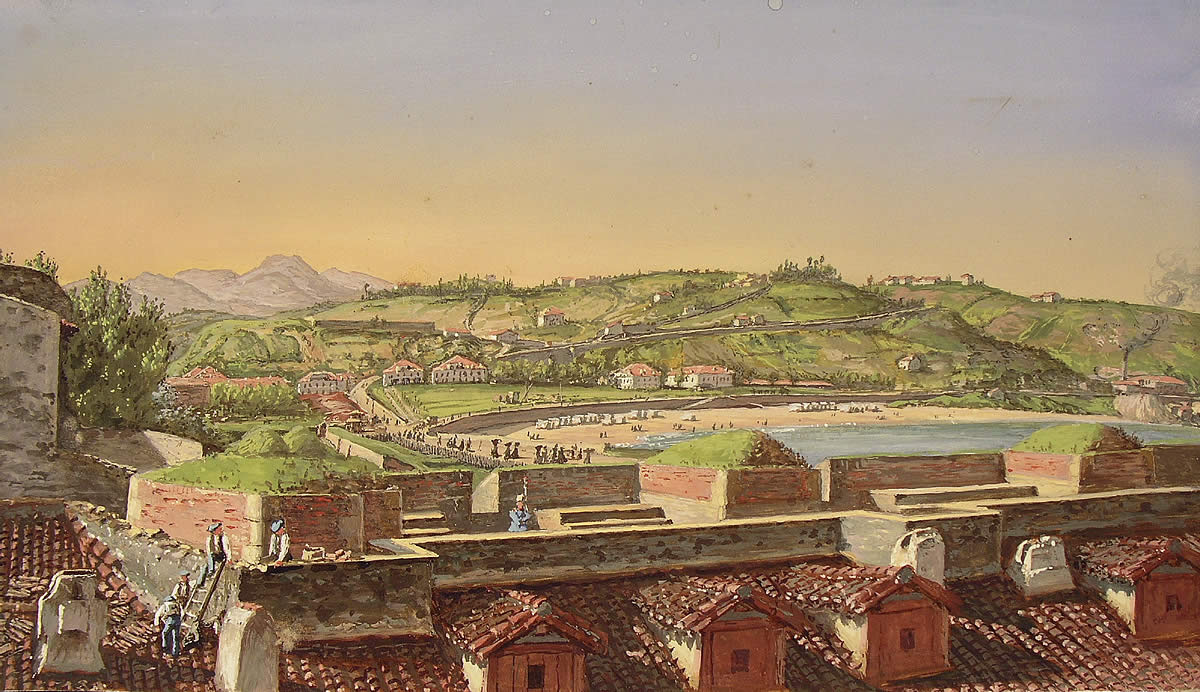
Donostia - San Sebastián (années 1860).
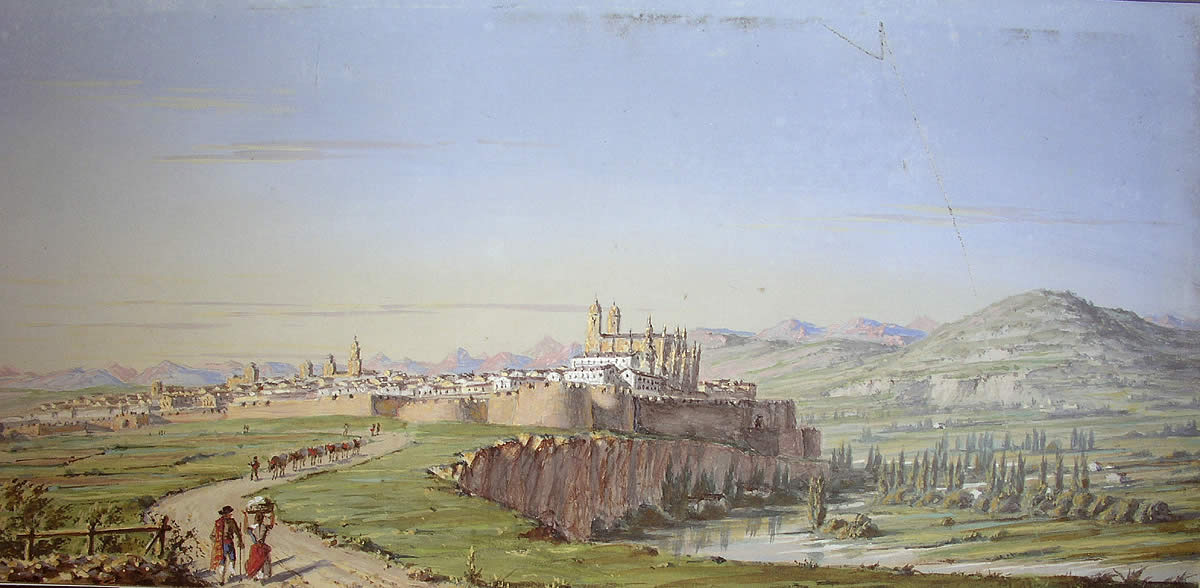
Environs de Pampelune (années 1850).
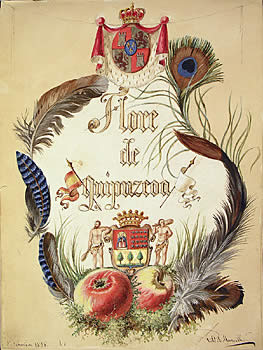
Couverture du premier album de La flore de Guipuzcoa (1858).
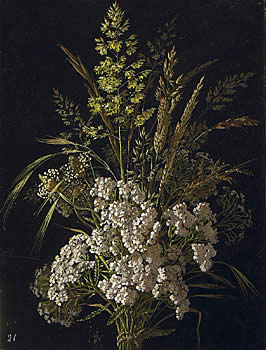
Fleurs de Guipuzcoa.

### Mariage et descendance
Ce fut l'année qui suivait celle de la création de l'Œuvre, en 1823, qu'il épousa à Lyon Marie Victoire Françoise Bérard (1804-1887) dont il eut plusieurs enfants :
- Marie Joseph Louise Victorine Petit de Meurville (née le 9 janvier 1832 à Caluire-et-Cuire) ;
- Henri Georges Petit de Meurville (né le 21 septembre 1835), chancelier du consulat général de France au Venezuela puis consul de France à Pampelune ;
- Charles Henry Louis Petit de Meurville (Lyon, 12 septembre 1841 - 24 avril 1927), homme de lettres. Il écrivit un récit de voyage en 1874 , Blancos y negros : Excursion en pays Carliste ;
- Joseph Petit de Meurville (né en 1850) ;
- Marie-Jeanne Petit de Meurville (née en 1824 ou 1825) ;
- Raphaël Petit de Meurville (né en 1826 ou 1827) ;
- Didier Petit de Meurville ;
- François-Xavier Petit de Meurville (né en 1829), agent vice-consulaire à Torre-Vieja ;
- Ferdinand Petit de Meurville (né en 1831 ou 1832) ;
- Caroline Petit de Meurville (née en 1829).